# Neoclinus okazakii
Espèce
Statut de conservation UICN

 LC  : Préoccupation mineure
Neoclinus okazakii est une espèce de poissons de la famille des Chaenopsidae.

## Répartition et habitat
Cette espèce est présente autour des côtes du Japon, dans le nord-ouest du Pacifique. Ce poisson occupe la zone néritique, on le trouve dans les récifs rocheux entre 1 et 8 m de profondeur.